# Mario Šoštarič
Mario Šoštarič (Slovenj Gradec, 1992. november 25. –) horvát válogatott kézilabdázó, jobbszélső. Jelenleg a Pick Szeged játékosa.

## Pályafutása

### Klubcsapatban
Mario Šoštarič a Gorenje Velenje csapatában kezdte pályafutását, és egy kétéves kitérő kivételével, amikor a Maribor Branik játékosa volt, 2016-ig játszott itt. A 2011-12-es szezonban a Maribor színeiben mutatkozott be a nemzetközi kupaporondon, az EHF Challenge Cup-ban a negyeddöntőbe jutó együttesben 32 gólt ért el. A 2012-13-as szezonban az EHF-kupában hét mérkőzésen 22 gólt szerzett.
2013-ban visszatért a Velenjéhez és a következő három szezont mindannyiszor a szlovén bajnokság második helyén zárták az egyeduralkodó RK Celje mögött. A 2013-14-es szezonban bemutatkozhatott a Bajnokok Ligájában. A Velenje a nyolcaddöntőben búcsúzott, Šoštarič 55 gólt szerzett a sorozatban. Legeredményesebb mérkőzése a svéd Halmstadtu elleni volt, amikor tíz góljával a mérkőzés legeredményesebbje lett, csapata 40-32-es győzelmet aratott. 
A 2014-15-ös szezonban az EHF-kupában bejutottak a négyes döntőbe, de ott az utolsó helyen végeztek. Šoštarič 58 góljával csapata második legjobb góllövője volt. A 2015-16-os szlovén bajnokságban 34 találkozón 189 gólt ért el és ő lett a gólkirály.
2016 nyarán légiósnak állt és csapattársával, Staš Skubéval együtt a Pick Szegedhez szerződött.

### A válogatottban
A 2011-es junior világbajnokságon, illetve a 2012-es junior Európa-bajnokságon is bekerült a torna All Star-csapatába.
A szlovén válogatottban 36 nemzetközi mérkőzést játszott, melyeken 69 gólt szerzett. 2020. január 25-én, a 2020-as Európa-bajnokság elveszített bronzmérkőzésén lépett pályára utoljára a szlovén nemzeti csapatban. Miután három évig nem szerepelt a válogatottban, jogot szerzett arra, hogy horvát válogatoitt legyen, és be is került a 2023-as világbajnokságra nevezett keretbe. A horvát válogatottban 2023. március 8-án debütált, egy Hollandia 32–27-re elveszített mérkőzésen. A 2025-ös világbajnokságon kilenc mérkőzésen 34 gólt szerzett, és ezüstérmet szerzett Horvátországgal, valamint beválasztották a világbajnokság All-Star csapatába.

## Sikerei, díjai
- Világbajnokság
  - Ezüstérmes: 2025

Szeged
- Magyar bajnok (3): 2018, 2021, 2022
- Magyar Kupa-győztes (2): 2019,[15] 2025